# Miostrah
Miostrah falu Bosznia-Hercegovinában, a Bosznia-hercegovinai Föderáció Una-Szanai kantonjában.

## Fekvése
Bosznia-Hercegovina északnyugati részén, Bihácstól légvonalban 15, közúton 24 km-re északkeletre, Cazin központjától légvonalban 7, közúton 10 km-re délkeletre, az Una északi (bal) partja mentén levő dombos vidéken fekszik. Áthalad rajta az Una völgyében Bihácsból Bosanska Krupa irányba vezető főút.

## Népessége
| Nemzetiségi csoport | Népesség 1991 | Népesség 2013 |
| ------------------- | ------------- | ------------- |
| Szerb               | 0             | 1             |
| Bosnyák             | 1198          | 1416          |
| Horvát              | 1             | 0             |
| Jugoszláv           | 0             | 0             |
| Egyéb               | 0             | 2             |
| Összesen            | 1199          | 1419          |

## Története
A falu a középkorban is lakott volt, templomának alapjai is fennmaradtak a körülötte fekvő temetővel együtt.
A miostrahi muszlim gyűlekezet magában foglalja Begići, Beganovići, Durdžići, Handanagići és Jašaragići falvakat. A gyülekezetnek több mint 320 háztartása van. Ebben a gyülekezetben az első mecset és iskola 1897-ben épült. A jelenlegi mecset 1975-ben épült. A Bosznia-Hercegovina elleni szerb-montenegrói agresszió során a mecset súlyosan megrongálódott, a minaret pedig az ágyúzások következtében kettétört. A Szaúdi Főbizottság segítségével és a gyülekezet bevonásával a mecsetet közvetlenül a háború után, 1995-ben újjáépítették és kibővítették. Eddig ebben a gyülekezetben az állandó imám szolgálatot a következő imámok végezték: Bekir Borić efendi (akit a kommunisták lelőttek), Mustafa Pašić, Nurija Dedić és Asim Nukić efendi, aki több mint 30 éve a gyülekezet jelenlegi imámja.

## Nevezetességei
- A helyi gyülekezet mecsetje 1975-ben épült, a boszniai háború idején súlyosan megrongálódott. A háború után újjáépítették és bővítették.

- A falu egyik magaslati pontján fennmaradtak a középkori kis templom alapfalai a körülötte fekvő temetővel, melyben középkori sírkövek is találhatók. A templom keletelt volt, hosszúkás hajóval, a keleti végében félköríves apszissal. Mivel nagyrészt benőtte az erdő, korát nem lehet megállapítani. Körülötte  fennmaradt 6 db egyszerű, díszítés nélküli stećak, ezek a 15. századból származhatnak.[5]

- Đukin bunar nevű határrésze közelében egy keskeny gerincen mára részben elpusztult őskori hamvasztásos temető maradványai találhatók. A helyiek elmondásai szerint régóta találnak ezen a helyen hamvakkal telt edényeket és bronz mellékleteket (bronztűk, fibulák), melyek a feltételezés szerinb a bronzkori urnamezős kultúrához, bár az sem kizárt, hogy a korai vaskorhoz tartoznak.[5]